# ONE PIECE SUPER BEST
『ONE PIECE SUPER BEST』（ワン・ピース・スーパー・ベスト）は、テレビアニメ『ONE PIECE』のコンピレーション・アルバム。2007年3月7日にavex modeから発売された。

## 概要
- CDジャケットには、モンキー・D・ルフィ・ロロノア・ゾロ・ナミ・ウソップ・サンジ・トニートニー・チョッパー・ニコ・ロビンが描かれている。
- テレビアニメの主題歌が収録されている。
- 初回限定版と通常版の2種類が発売されており、初回限定版にはテレビアニメのオープニングテーマとエンディングテーマのノンテロップVer.とシーズントレーラーが収録されたDVDが付属された。
- ボーナストラックとしてチョッパーマンとそげキングのキャラクターソングが収録された。

## 収録曲

### Disc1
1. ウィーアー! [4:00]
歌：きただにひろし
作詞：藤林聖子、作曲：田中公平、編曲：根岸貴幸
2. Believe [3:47]
歌：Folder5
作詞：谷穂チロル、作曲・編曲：GROOVE SURFERS
3. ヒカリヘ [3:44]
歌：ザ・ベイビースターズ
作詞・作曲：田中明仁、編曲：ザ・ベイビースターズ
4. BON VOYAGE! [4:29]
歌：Bon-Bon Blanco
作詞：PANINARO 30、作曲・編曲：KOHSUKE OSHIMA
5. ココロのちず [4:23]
歌：BOYSTYLE
作詞：MIZUE、作曲：渡辺和紀、編曲：米光亮
6. BRAND NEW WORLD [4:18]
歌：D-51
作詞・作曲：吉田安英、編曲：IKUMA
7. ウィーアー! 〜7人の麦わら海賊団篇〜 [4:16]
歌：7人の麦わら海賊団（田中真弓、中井和哉、岡村明美、平田広明、山口勝平、大谷育江、山口由里子）
作詞：藤林聖子、作曲：田中公平、編曲：根岸貴幸
8. memories [4:24]
歌：大槻真希
作詞：大槻真希、作曲・編曲：森純太
9. RUN! RUN! RUN! [3:59]
歌：大槻真希
作詞：大槻真希、作曲・編曲：森純太
10. 私がいるよ [3:56]
歌：トマトキューブ
作詞：西村ちさと、作曲：山元全、編曲：TOMATO CUBE
11. しょうちのすけ [3:53]
歌：推定少女
作詞：秋元康、作曲・編曲：百石元
12. BEFORE DAWN [3:18]
歌：AI-SACHI
作詞：さとうみかこ、作曲・編曲：佐藤宣彦
13. fish [4:23]
歌：The Kaleidoscope
作詞・作曲：石田匠、編曲：今井裕・The Kaleidoscope
14. GLORY-君がいるから- [4:56]
歌：上原多香子
作詞：渡辺なつみ、作曲：菊池一仁、編曲：原田憲

### Disc2
1. Shining ray [3:58]
歌：Janne Da Arc
作詞・作曲：yasu、編曲：Janne Da Arc
2. Free Will [4:42]
歌：Ruppina
作詞：工藤舞、作曲：安田史生、編曲：鈴木直人
3. FAITH [4:16]
歌：Ruppina
作詞：工藤舞、作曲：安田史生、編曲：鈴木直人
4. A to Z 〜ONE PIECE Edition〜 [3:34]
歌：ZZ
作詞：SOTARO、作曲・編曲：ZZ
5. 月と太陽 [5:08]
歌：shela
作詞・作曲：瀧川潤、編曲：家原正樹
6. DREAMSHIP [4:41]
歌：イクタ☆アイコ
作詞：イクタ☆アイコ、作曲：ACKO、編曲：TEXAS TAXIS
7. 未来航海 [4:01]
歌：タッキー&翼
作詞・作曲：森元康介、編曲：CHOKKAKU
8. エターナルポーズ [5:02]
歌：エイジアエンジニア
作詞：エイジアエンジニア、作曲：U.D.B 2.0、編曲：YANAGIMAN
9. Dear friends [4:30]
歌：TRIPLANE
作詞・作曲：江畑兵衛、編曲：TRIPLANE
10. 明日は来るから [5:09]
歌：東方神起
作詞・作曲：妹尾武、編曲：K-Muto
11. ADVENTURE WORLD [2:38]
歌：デリカテッセン
作詞・作曲：Hyoutan、編曲：Naohisa Taniguchi aka Tony Gucci
12. Family 〜7人の麦わら海賊団篇〜 [3:52]
歌：7人の麦わら海賊団（田中真弓、中井和哉、岡村明美、平田広明、山口勝平、大谷育江、山口由里子）
作詞：藤林聖子、作曲：田中公平、編曲：鶴由雄
13. チョッパーマンのうた [2:49]
歌：チョッパーマン（大谷育江）
作詞：藤林聖子、作曲：田中公平、編曲：多田彰文
14. そげキング（ヒーロー）のうた [1:03]
歌：そげキング（山口勝平）と麦わら少年少女合唱
作詞：尾田栄一郎、作曲：そげキング

## DVD
収録曲にあるオープニングテーマとエンディングテーマのノンクレジット版とトレーラーが収録された。（初回限定版のみ）
収録時間は約50分。

## タイアップ
| 曲名                               | タイアップ | 補考                                                                  |
| ---------------------------------- | --- | --------------------------------------------------------------------- |
| ウィーアー!                        | テレビアニメ『ONE PIECE』オープニングテーマ                                                                    | きただにひろしの1作目のシングル。                                     |
| Believe                            | テレビアニメ『ONE PIECE』オープニングテーマ                                                                    | Folder5の3作目のシングル。                                            |
| ヒカリヘ                           | テレビアニメ『ONE PIECE』オープニングテーマ                                                                    | ザ・ベイビースターズの1作目のシングル。                               |
| BON VOYAGE!                        | テレビアニメ『ONE PIECE』オープニングテーマ                                                                    | Bon-Bon Blancoの6作目のシングル。                                     |
| ココロのちず                       | テレビアニメ『ONE PIECE』オープニングテーマ                                                                    | BOYSTYLEの8作目のシングル。                                           |
| BRAND NEW WORLD                    | テレビアニメ『ONE PIECE』オープニングテーマ                                                                    | D-51の6作目のシングル。                                               |
| ウィーアー!〜7人の麦わら海賊団篇〜 | テレビアニメ『ONE PIECE』オープニングテーマ                                                                    | シングル「ウィーアー!」のカバーバージョン。                           |
| memories                           | テレビアニメ『ONE PIECE』エンディングテーマ                                                                    | 大槻真希の1作目のシングル。                                           |
| RUN! RUN! RUN!                     | テレビアニメ『ONE PIECE』エンディングテーマ                                                                    | 大槻真希の2作目のシングル。                                           |
| 私がいるよ                         | テレビアニメ『ONE PIECE』エンディングテーマ                                                                    | トマトキューブの3作目のシングル。                                     |
| しょうちのすけ                     | テレビアニメ『ONE PIECE』エンディングテーマ                                                                    | 推定少女の1作目のシングル。                                           |
| BEFORE DAWN                        | テレビアニメ『ONE PIECE』エンディングテーマ                                                                    | AI-SACHIの1作目のシングル。                                           |
| fish                               | テレビアニメ『ONE PIECE』エンディングテーマ                                                                    | The Kaleidoscopeの6作目のシングル。                                   |
| GLORY-君がいるから-                | テレビアニメ『ONE PIECE』エンディングテーマ                                                                    | 上原多香子の6作目のシングル。                                         |
| Shining ray                        | テレビアニメ『ONE PIECE』エンディングテーマ                                                                    | Janne Da Arcの12作目のシングル。                                      |
| Free Will                          | テレビアニメ『ONE PIECE』エンディングテーマ                                                                    | Ruppinaの1作目のシングル。                                            |
| FAITH                              | テレビアニメ『ONE PIECE』エンディングテーマ                                                                    | Ruppinaの3作目のシングル。                                            |
| A to Z 〜ONE PIECE Edition〜       | テレビアニメ『ONE PIECE』エンディングテーマ                                                                    | ZZの6枚目のシングル。                                                 |
| 月と太陽                           | テレビアニメ『ONE PIECE』エンディングテーマ                                                                    | shelaの12作目のシングル。                                             |
| DREAMSHIP                          | テレビアニメ『ONE PIECE』エンディングテーマ                                                                    | イクタ☆アイコの3作目のシングル。                                      |
| 未来航海                           | テレビアニメ『ONE PIECE』エンディングテーマ                                                                    | タッキー&翼の5作目のシングル。                                        |
| エターナルポーズ                   | テレビアニメ『ONE PIECE』エンディングテーマ                                                                    | エイジアエンジニアの3作目のシングル。                                 |
| Dear friends                       | テレビアニメ『ONE PIECE』エンディングテーマ                                                                    | TRIPLANEの4作目のシングル。                                           |
| 明日は来るから                     | テレビアニメ『ONE PIECE』エンディングテーマ                                                                    | 東方神起の1作目のアルバム『Heart, Mind and Soul』の初回限定CDに収録。 |
| ADVENTURE WORLD                    | テレビアニメ『ONE PIECE』エンディングテーマ                                                                    | デリカテッセンの5作目のシングル。                                     |
| Family 〜7人の麦わら海賊団篇〜     | プレイステーションソフト『ONE PIECE オーシャンズドリーム!』 主題歌 テレビアニメ『ONE PIECE』エンディングテーマ |                                                                       |